# Winnetou (Berlin 1929)
Winnetou, der rote Gentleman: Schauspiel in 6 Bildern nach Karl Mays Reiseerzählung lautete der Titel für das von Ludwig Körner überarbeitete Stück „Winnetou“ von Hermann Dimmler, das im Dezember 1929 in Berlin uraufgeführt wurde.

## Umsetzung
Körner setzte die neun Bilder des Dimmler-Stücks in „6 Bildern“ um, wobei er die Bilder 1–4 von Dimmler weitgehend übernahm und die Bilder 5–8 zu „Von der Elbe bis zum Arkansas“ zusammenzog.
- 1. Die Pioniere der Zivilisation
- 2. Von den Kiowas gefangen
- 3. Dem Tode entronnen
- 4. Indianerliebe und Treue
- 5. Von der Elbe bis zum Arkansas
- 6. Winnetous Tod

## Aufführungen
Die Körnersche Neufassung war bereits 1928 zum ersten Mal in Wien auf der Renaissance-Bühne ausprobiert worden: unter Mitwirkung von Ludwig Körner als Old Shatterhand und unter der Regie von Josef Jarno (mit kurzen Gastspielen in Graz und Baden).
Nach der Berliner Uraufführung unter Mitwirkung und Regie von Ludwig Körner wurde die neue Dimmler/Körner-Fassung noch mehrfach aufgeführt, und zwar in:
- Dresden 1930[3]
- Berlin 1931[4]
- Berlin 1938[5]
- Rathen 1938 (var. Raschke)[6]
- Warnsdorf 1938[7]
- Rathen 1939 (var. Raschke)[8]
- Wien 1939[9]
- Hamburg 1940[10]
- Hohenstein-Ernstthal 1942[11]
- Wien 1975[12]

Dimmler/Körners „Winnetou“ ist auch noch an folgenden Orten nachweisbar: 1938 Stadttheater Hildesheim, 1939 Stadttheater Halberstadt, Volkstheater München, Landestheater Beuthen; 1940 Stadttheater Halle.
Ludwig Körner selbst spielte in mehreren Aufführungen den Old Shatterhand.
Die Körnersche Bearbeitung wurde noch bis in die 1970er Jahre von zahlreichen anderen Bühnen nachgespielt.

## Textausgaben
- Hermann Dimmler: Winnetou. Reiseerzählung von Karl May. Für die Bühne gestaltet. Radebeul 1928.
- Ludwig Körner: Winnetou. Schauspiel aus dem Indianerleben in sechs Bildern nach Karl May's Reiseerzählung von Dr. K. Hermann Dimmler. In Szene gesetzt und für die Renaissance-Bühne bearbeitet, Wien 1928.
- Ludwig Körner: Winnetou, der rote Gentleman. Schauspiel aus dem Indianerleben in 6 Bildern nach Karl Mays Reiseerzählung, Berlin: Vertriebsstelle und Verlag Deutscher Bühnenschriftsteller und Bühnenkomponisten 1930.[14]

## Quelle
- Eintrag im Karl-May-Wiki